# 紫蓝饰雀
紫蓝饰雀（学名：Uraeginthus ianthinogaster），是梅花雀科蓝饰雀属的一种，分布于索马里、苏丹、埃塞俄比亚、肯尼亚、坦桑尼亚和乌干达。全球活动范围约为1,450,000平方千米。该物种的保护状况被评为无危。
紫蓝饰雀的平均体重约为14.1克。栖息于亚热带或热带的（低地）干燥疏灌丛。